# Óváralja
Óváralja (1899-ig Nezbud-Lucska, szlovákul Nezbudská Lúčka) község, korábban Várna településrésze Szlovákiában, a Zsolnai kerület Zsolnai járásában.

## Fekvése
Zsolnától 12 km-re keletre, a Vág jobb partján fekszik.

## Története
Nevét a felette emelkedő ősi várról kapta. A határában a Vág felett emelkedő várat 1254 után valószínűleg Zólyomi Mikó, Detre és Mihály, vagy utódaik építtették, akik a birtokot Árváért kapták cserébe. 1300 körül Csák Mátéé lett, 1321 után a királyé, aki visszaadta a Zólyomiaknak. 1323-tól újra királyi vár, a besztercei ispánság tartozéka, 1429-től királynéi birtok. 1442-től a Szentmiklósi Pongrácz családé. A 17. században tulajdonosai sorsára hagyták, helyette az északra levő Karasznyánban építettek várkastélyt. 1680-ban a haditanács a várat leromboltatta.
A falut 1439-ben „Vapena Lucska” néven említik először. 1469-ben „Lwczka”, 1511-ben „Lwchka”, 1570-ben „Lucka alias Nezbud” alakban említik az írott források. A felette magasodó Óvár tartozéka volt. Szlovák nevét első bírójáról, a zsolnai Nezbudról kapta. 1598-ban 14 ház állt a településen. 1720-ban major volt, 1784-ben 21 házában 26 család és 148 lakos élt.
A 18. század végén Vályi András így ír róla: „LUCSKA. Nezbud Lucska, Kalczina Lucska, és Magos Lucska. Három faluk Trentsén Várm. földes Urai Pongrácz Uraság, és több Urak, lakosai katolikusok, és másfélék, fekszenek egymáshoz nem meszsze, földgyeik közép termékenységűek, réttyeik, legelőjik meg lehetősek, keresetre alkalmatos módgyok van.”
1828-ban 26 háza és 221 lakosa volt, akik főként mezőgazdasággal, erdei munkákkal és tutajozással foglalkoztak.
Fényes Elek 1851-ben kiadott geográfiai szótárában így ír a faluról: „Lucska (Nezbud), tót f., Trencsén vmegyében, Sztrecsennel általellenben a Vágh jobb partján, mellyben jövedelmes halászatot űz. Lakja 206 kath., 9 zsidó. F. u. gr. Pongrácz famil. Ut. posta Zsolna.”
A trianoni diktátumig Trencsén vármegye Zsolnai járásához tartozott.
1960-ban a szomszédos Várna része lett, ma újra önálló község.

## Népessége
| Év:            | 1994. | 2004.   | 2014.   | 2024.   |
| -------------- | ----- | ------- | ------- | ------- |
| Emberek száma: | 397   | 382     | 411     | 399     |
| Eltérés:       |       | -3,77 % | +7,59 % | -2,91 % |

| Év:            | 2023. | 2024.   |
| -------------- | ----- | ------- |
| Emberek száma: | 392   | 399     |
| Eltérés:       |       | +1,78 % |

1910-ben a falunak 376, túlnyomórészt szlovák lakosa volt.
2001-ben 375 lakosából 367 szlovák volt.
2011-ben 394 lakosából 368 szlovák.

## Nevezetességei
- A faluból a Vág partján keletre haladva hegytetőn állnak Óvár, vagy másképpen Varin (Várna, szlovákul Starý hrad) várának festői romjai.
- Külterületén korábban természetes aszfaltot bányásztak. A külszíni fejtés helyén ma bányató található.

## Külső hivatkozások
- Községinfó
- Óváralja Szlovákia térképén
- Óvár vára Archiválva 2007. június 2-i dátummal a Wayback Machine-ben SK
- A falu Zsolna turisztikai honlapján
- E-obce.sk Archiválva 2008. március 27-i dátummal a Wayback Machine-ben

## Képtár

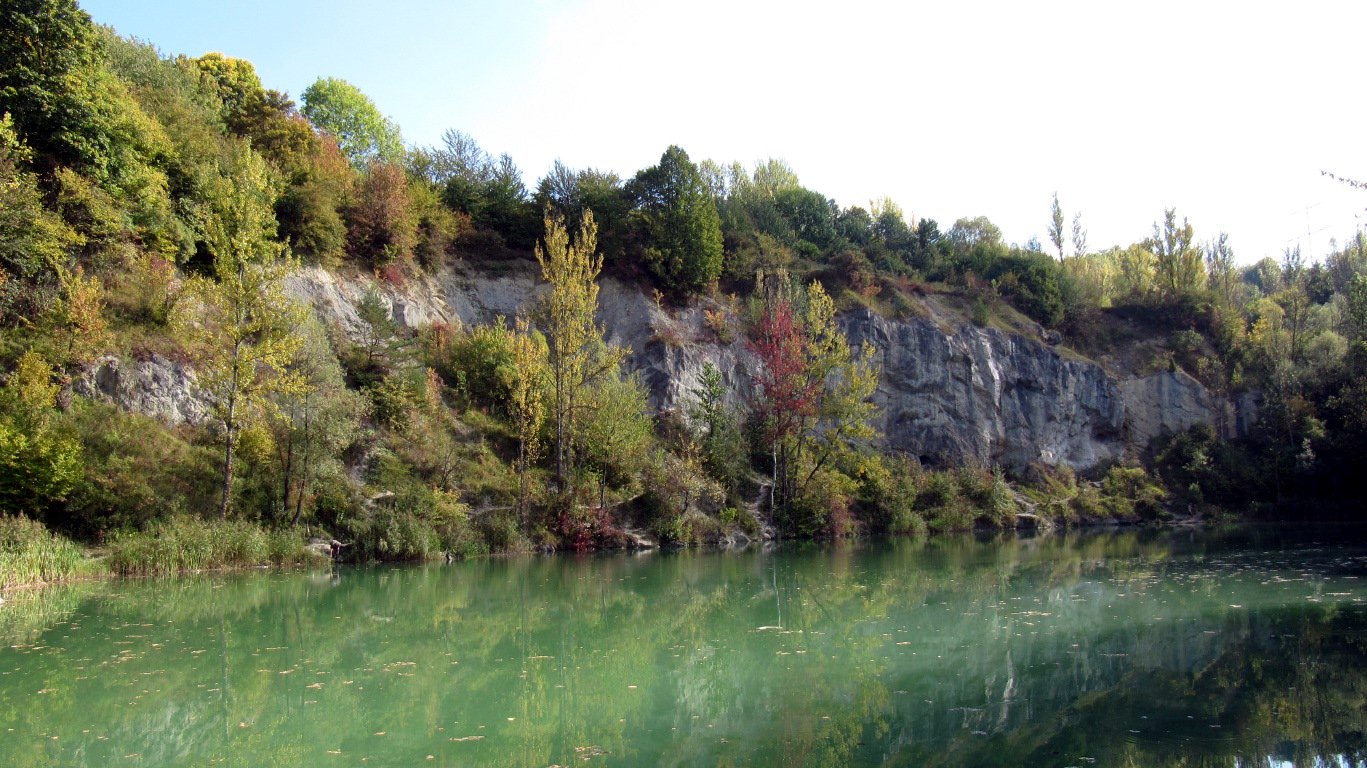
Bányató, az egykori aszfaltbánya helyén
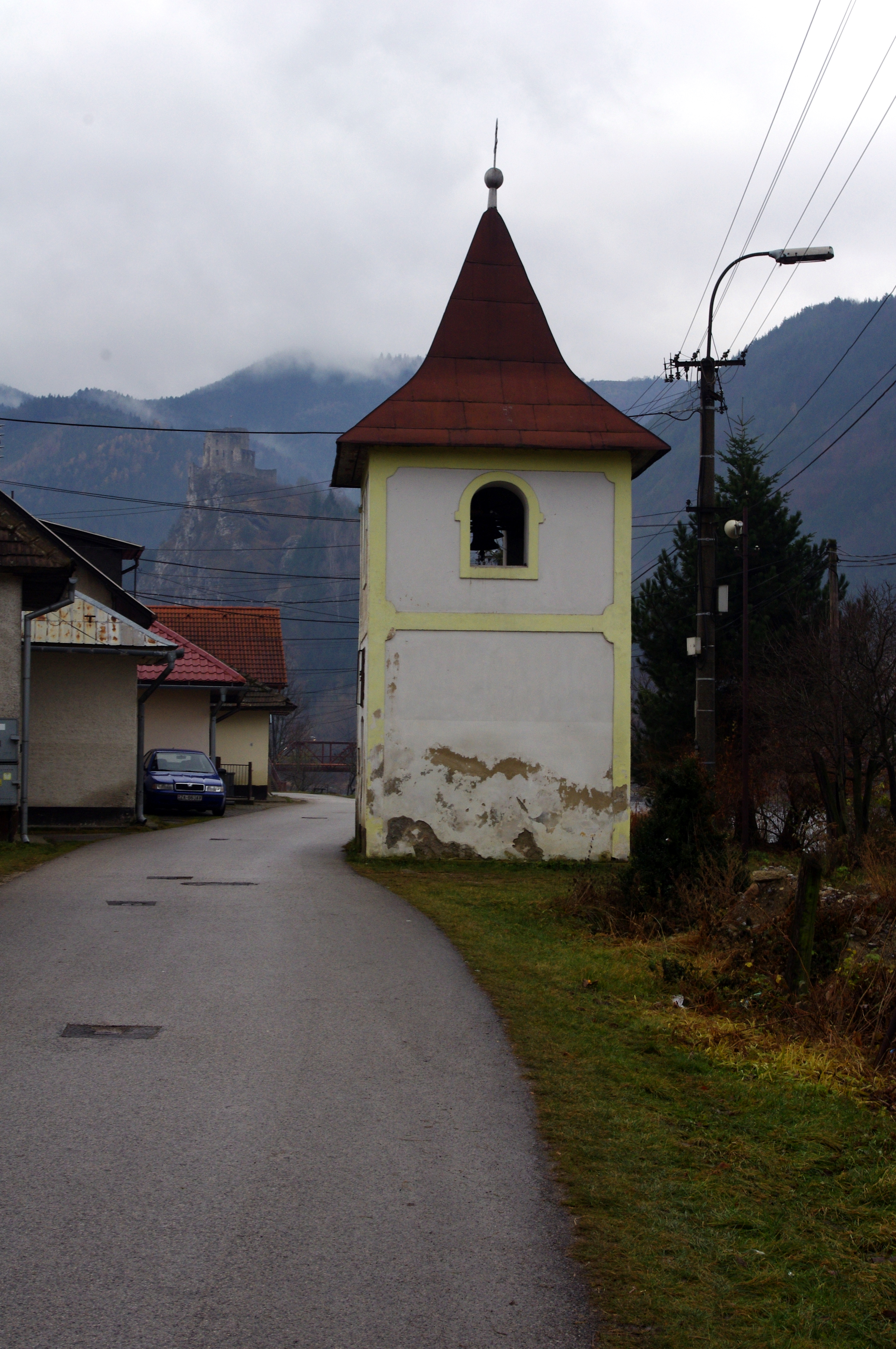
Harangláb
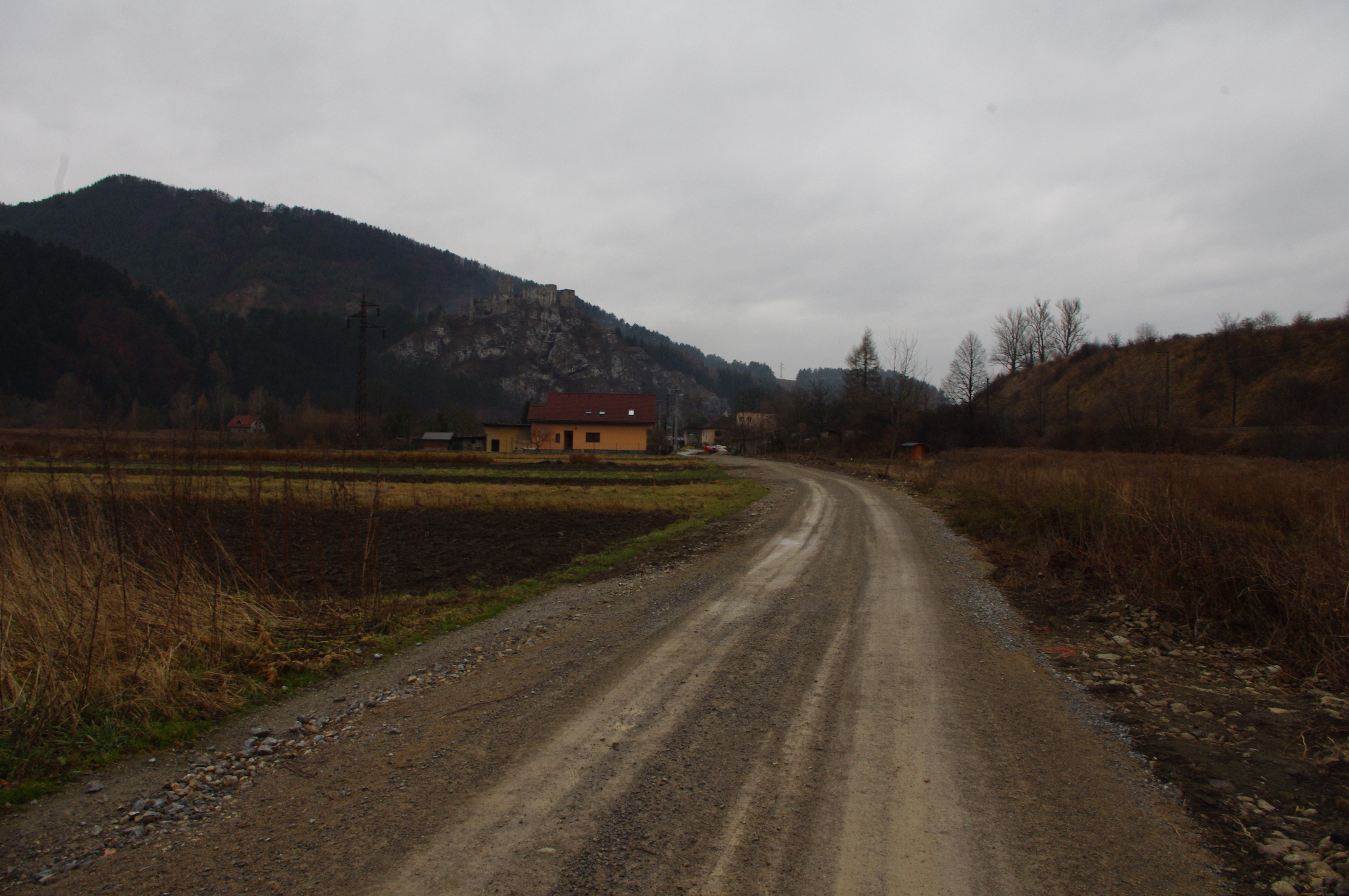
A község látképe északkelet felől